# Belo Horizonte

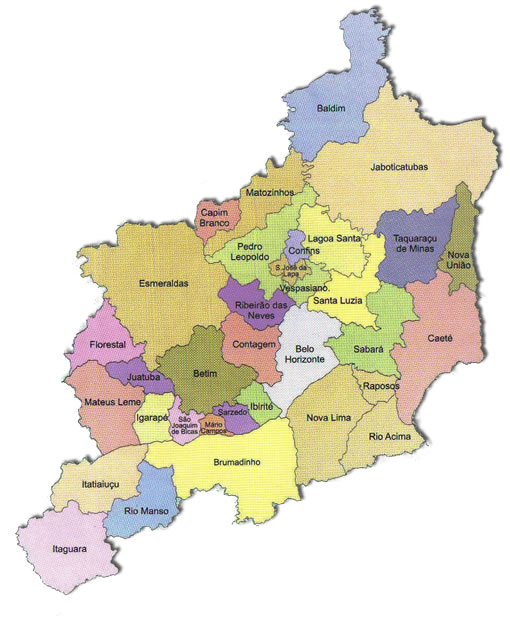
Karta över Belo Horizontes storstadsområde.

Belo Horizonte är en stad och kommun i sydöstra Brasilien och  huvudstad i delstaten Minas Gerais. Kommunen har cirka 2,5 miljoner invånare, med 5,2 miljoner invånare i storstadsområdet. Belo Horizontes storstadsområde är Brasiliens tredje folkrikaste, efter São Paulo och Rio de Janeiro.
Belo Horizonte har utnämnts av FN:s Population Crisis Commitee som metropolen med den bästa livskvaliteten i Latinamerika och den 45:e bland de 100 främsta städerna i världen.  År 2010 genererade Belo Horizonte 1,4% av landets bruttonationalprodukt, och 2013 stod kommunen för den fjärde största bruttonationalprodukten bland de brasilianska kommunerna och för 1,53% av den totala förmögenhet som produceras i landet. Bevis på stadens utveckling på senare tid är rankningen av tidningen América Economía från 2009, där Belo Horizonte hamnade bland de tio främsta latinamerikanska städerna för att göra affärer, tvåa i Brasilien och före städer som Rio de Janeiro, Brasília och Curitiba.

## Historia
Belo Horizontes tidigaste bebyggelse härrör från en farm, Curral d'el Rey, som anlades 1701 av guldletaren João Leite da Silva Ortiz. En by med omgivande jordbrukslandskap växte så småningom upp runt Curral d'el Rey. Byn fick efter hand betydelse som anhalt för migranter på väg till sydligare delar av landet. I slutet av 1800-talet sökte man efter en ny huvudstad för delstaten, och bestämde sig år 1893 för den plats där Curral d'el Rey låg. Därefter satte man igång arbetet med att bygga Brasiliens första planerade stad, som gick under namnet Cidade de Minas. Staden invigdes, om än något ofärdig, den 12 december 1897. Namnet ändrades till Belo Horizonte år 1906.

## Smeknamn

### Barernas nationella huvudstad
Belo Horizonte är känd som "barernas nationella huvudstad", eftersom det finns fler barer per capita än i någon annan storstad i Brasilien. En undersökning av stadshuset som gjordes 2017 visade att Belo Horizonte har 28 barer per kvadratkilometer. År 2017 hade staden mer än 9 500 anläggningar registrerade som barer.
Trädgårdsstad
Det frodiga landskapet (full med träd) i Afonso Pena aveny fram till 1960-talet var ett riktigt vykort från Belo Horizonte, en av orsakerna till att ha fått titeln "trädgårdsstad" (Cidade Jardim).
BH
Förkortning av Belo Horizonte.
Belô
Användning av stadens förnamn med intonation på den sista stavelsen.

## Administrativ indelning
Kommunen är indelad i nio distrikt:
- Barreiro (nummer 1 på kartan)
- Centro-Sul (2)
- Leste (3)
- Nordeste (4)
- Noroeste (5)
- Norte (6)
- Oeste (7)
- Pampulha (8)
- Venda Nova (9)

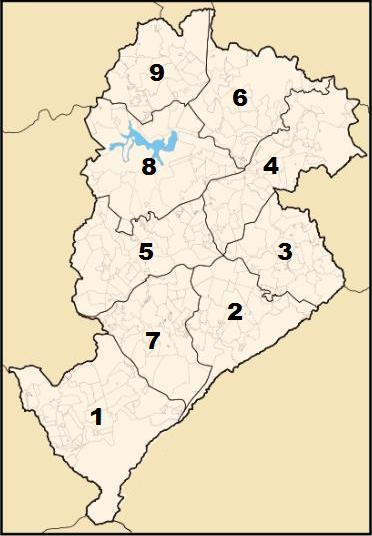
De nio distrikten

## Befolkningsutveckling
| Område          | Areal (km²) | Invånarantal 1 augusti 2000 | Invånarantal 1 augusti 2010 | Invånarantal 1 juli 2014 |
| --------------- | ----------- | --------------------------- | --------------------------- | ------------------------ |
| Storstadsområde | 9 472,48    | 4 357 942                   | 4 883 970                   | 5 198 678                |
| Kommun          | 331,40      | 2 232 747                   | 2 375 151                   | 2 491 109                |

| Befolkningsutvecklingen i Belo Horizonte (kommun) 1900–2018 | Befolkningsutvecklingen i Belo Horizonte (kommun) 1900–2018 | Befolkningsutvecklingen i Belo Horizonte (kommun) 1900–2018 | Befolkningsutvecklingen i Belo Horizonte (kommun) 1900–2018 | Befolkningsutvecklingen i Belo Horizonte (kommun) 1900–2018 |
| ----------------------------------------------------------- | ----------------------------------------------------------- | ----------------------------------------------------------- | ----------------------------------------------------------- | ----------------------------------------------------------- |
|                                                             |                                                             |                                                             |                                                             |                                                             |
| År                                                          |                                                             |                                                             | Folkmängd                                                   |                                                             |
| 1900                                                        | 1900                                                        |                                                             | 13 472                                                      |                                                             |
| 1920                                                        | 1920                                                        |                                                             | 55 563                                                      |                                                             |
| 1940                                                        | 1940                                                        |                                                             | 211 377                                                     |                                                             |
| 1950                                                        | 1950                                                        |                                                             | 352 724                                                     |                                                             |
| 1960                                                        | 1960                                                        |                                                             | 693 328                                                     |                                                             |
| 1970                                                        | 1970                                                        |                                                             | 1 255 415                                                   |                                                             |
| 1980                                                        | 1980                                                        |                                                             | 1 822 221                                                   |                                                             |
| 1990                                                        | 1990                                                        |                                                             | 2 017 127                                                   |                                                             |
| 2000                                                        | 2000                                                        |                                                             | 2 232 747                                                   |                                                             |
| 2010                                                        | 2010                                                        |                                                             | 2 375 151                                                   |                                                             |
| 2018                                                        | 2018                                                        |                                                             | 2 501 576                                                   |                                                             |
| Anm: 1.                                                     |                                                             |                                                             |                                                             |                                                             |

## Storstadsområde
Belo Horizontes officiella storstadsområde, Região Metropolitana de Belo Horizonte, bildades den 8 juni 1973, och har därefter utökats efter hand. Den senaste ändringen skedde den 10 januari 2002, och området består från detta datum av totalt 34 kommuner:
| Baldim           | Belo Horizonte | Betim              | Brumadinho  | Caeté                |
| Capim Branco     | Confins        | Contagem           | Esmeraldas  | Florestal            |
| Ibirité          | Igarapé        | Itaguara           | Itatiaiuçu  | Jaboticatubas        |
| Juatuba          | Lagoa Santa    | Mário Campos       | Mateus Leme | Matozinhos           |
| Nova Lima        | Nova União     | Pedro Leopoldo     | Raposos     | Ribeirão das Neves   |
| Rio Acima        | Rio Manso      | Sabará             | Santa Luzia | São Joaquim de Bicas |
| São José da Lapa | Sarzedo        | Taquaraçu de Minas | Vespasiano  |                      |

Den 12 januari 2006 integrerade den lagstiftande församlingen i staten Minas Gerais (Assembleia Legislativa de Minas Gerais) i Belo Horizontes storstadsområde det så kallade metropolitan ring, som för närvarande består av 16 kommuner.

## Klimat
Belo Horizonte-klimatet klassificeras som tropiskt med en torr säsong (Aw, enligt Köppen), med måttligt varma och fuktiga somrar och torra, trevliga vintrar. Temperaturen är mild under året, med genomsnitt mellan 19 °C och 24 °C, med ett genomsnittligt årligt kompenserat medelvärde på 22 °C (klimatologiskt normalt mellan 1981 och 2010). Nederbörden är cirka 1 600 millimeter per år (mm), oftast från oktober till mars. Effekten av urbanisering har lett till uppkomsten av värmeöar och förändringar i cirkulation av kalla luftmassor, som under vintern har blivit starkt blockerade av det höga trycket på den torra luftmassan som rådde vid denna tid på året.
Uppmätta normala temperaturer och -nederbörd i Belo Horizonte:
|                        | Jan   | Feb   | Mar   | Apr  | Maj  | Jun  | Jul  | Aug  | Sep  | Okt   | Nov   | Dec   | År      |
| ---------------------- | ----- | ----- | ----- | ---- | ---- | ---- | ---- | ---- | ---- | ----- | ----- | ----- | ------- |
| Medeltemp. (°C)        | 23,4  | 23,8  | 23,4  | 22,5 | 20,5 | 19,3 | 19,1 | 20,3 | 21,6 | 22,6  | 22,7  | 22,9  | 21,8    |
|                        |       |       |       |      |      |      |      |      |      |       |       |       |         |
| Högsta rekord (°C)     | 35,4  | 35,2  | 33,5  | 32,7 | 31,4 | 30,5 | 30,8 | 33,8 | 36,1 | 36,2  | 34,7  | 34,8  | 36,2    |
| Högsta medeltemp. (°C) | 28,4  | 29,0  | 28,5  | 27,7 | 25,8 | 24,8 | 24,7 | 26,1 | 27,4 | 28,1  | 27,7  | 27,8  | 27,2    |
| Lägsta medeltemp. (°C) | 19,8  | 19,9  | 19,7  | 18,6 | 16,4 | 15,0 | 14,7 | 15,7 | 17,1 | 18,5  | 18,9  | 19,4  | 17,8    |
| Lägsta rekord (°C)     | 10,4  | 12,8  | 11,7  | 8,8  | 7,5  | 3,1  | 5,4  | 7,2  | 9,8  | 11,4  | 9,1   | 13,5  | 3,1     |
|                        |       |       |       |      |      |      |      |      |      |       |       |       |         |
| Nederbörd (mm)         | 329,1 | 181,4 | 198,0 | 74,7 | 28,1 | 9,7  | 7,9  | 14,8 | 55,5 | 104,7 | 239,8 | 358,9 | 1 602,6 |
| Källa:                 |       |       |       |      |      |      |      |      |      |       |       |       |         |

## Galleri

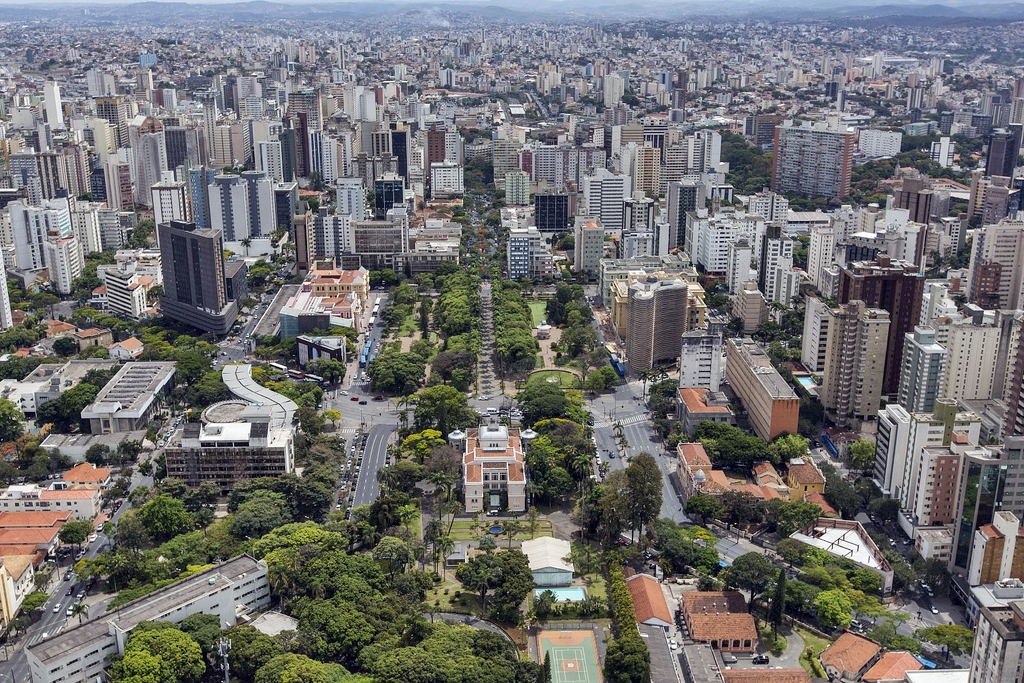
Praça da Liberdade (i mitten av fotot) med stadens centrum i bakgrunden (med utsikt över den norra delen av staden)
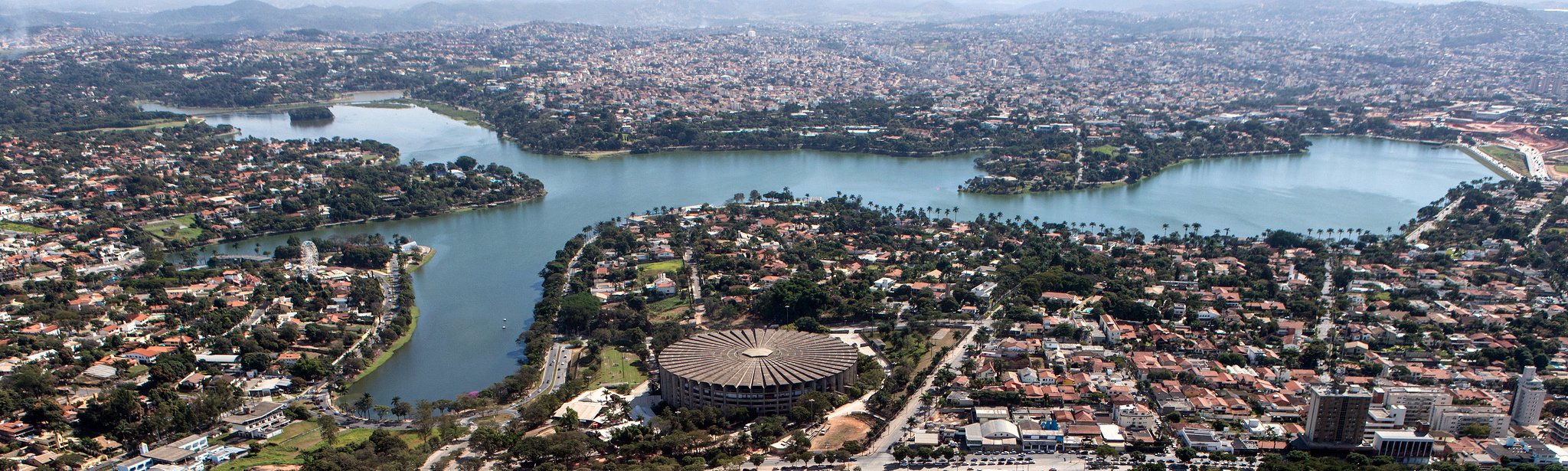
Pampulha stadsdel
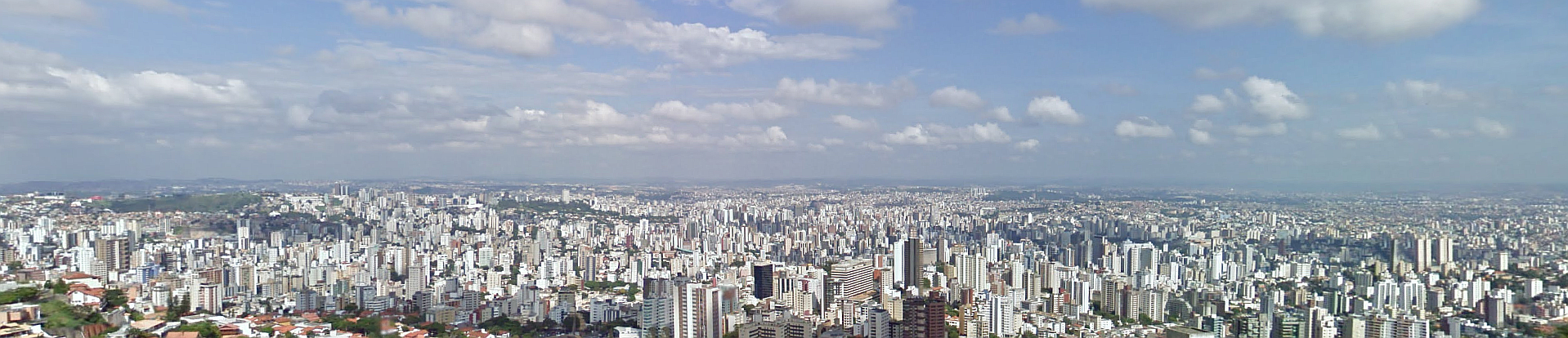
Panoramabild
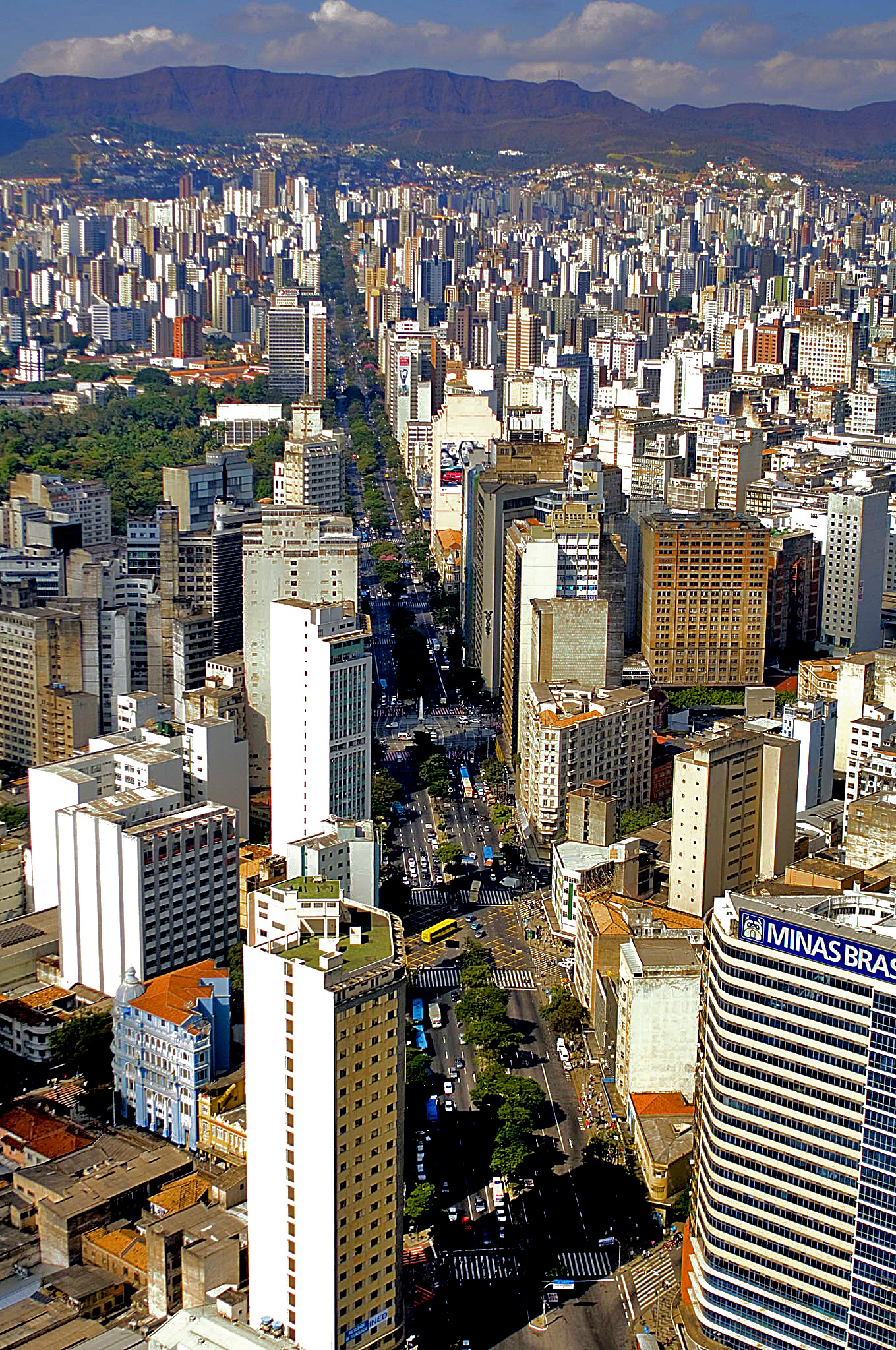
Afonso Pena aveny med Serra do Curral i bakgrunden (med utsikt över den södra delen av staden)
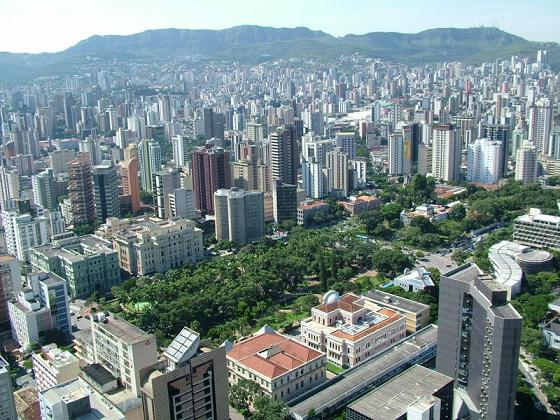
Praça da Liberdade med Serra do Curral i bakgrunden (med utsikt över den södra delen av staden)